# Arthur Böhme
Arthur Böhme (* 6. Juni 1878 in Bromberg; † 2. Januar 1962 in Bochum) war ein deutscher Mediziner.

## Leben

### Ausbildung
Böhme studierte Medizin in Berlin, Bonn, Freiburg und Heidelberg, wo er 1904 promovierte.

## Wirken
Im Anschluss arbeitete er am Institut für experimentelle Therapie in Frankfurt am Main, an den Medizinischen Kliniken in Marburg und von 1909 bis 1918 in Kiel. Während dieser Zeit habilitierte er sich im März 1911 für Innere Medizin, wurde im November 1913 Oberarzt und führte ab Oktober 1915 den Titel eines Professors. Am 18. Juni 1919 wechselte er als Leitender Arzt der Inneren Abteilung der Augusta-Kranken-Anstalt nach Bochum. Zum 31. Dezember 1952 trat er in den Ruhestand.

## Ehrungen
- 1953: Großes Verdienstkreuz der Bundesrepublik Deutschland